# Enmerkar
Enmerkar was de tweede koning van Uruk. Hij volgde zijn vader Mesh-ki-ang-gasher (zoon van Utu) op, nadat deze in de zee was verdwenen. Volgens de legende liet Enmerkar Uruk bouwen en regeerde hij 420 jaar.
Enmerkar is bekend uit een aantal Soemerische legenden, de bekendste is "Enmerkar en de heer van Aratta". In deze legende wordt voor het eerst op een kleitablet geschreven. Hier wordt hij zelf als zoon van de god Utu genoemd. Enmerkar en de heer van Aratta waren eeuwige rivalen. Een gezant van Enmerkar vertelt over een 'gouden eeuw, zonder slangen, zonder schorpioenen… toen de mens nog geen vijand had'. Toen konden alle mensen in dezelfde taal spreken met hun god Enlil. Enki, god van magie en beschaving, was niet over hun gedrag te spreken en besloot 'de tongen in hun mond van elkaar te vervreemden'. Het verhaal van de 'Toren van Babel' zou hier later van afgeleid zijn.
De historicus David Rohl zegt dat er overeenkomsten zijn tussen Enmerkar, stichter van Uruk, en Nimrod uit de Hebreeuwse Bijbel, jager en stichter van Erech (Bijbelse naam voor Uruk) volgens Genesis 10. Nimrod ondernam volgens de latere tradities, waarin Genesis 10 aan Genesis 11 werd gekoppeld, ook de bouw van de Toren van Babel.